# Semorinemab
El semorinemab (denominación común internacional (INN), nombre adoptado en Estados Unidos (USAN); nombres en desarrollo MTAU-9937A, RG-6100, RO-7105705) es un anticuerpo monoclonal dirigido contra la proteína tau, que estuvo en desarrollo para el tratamiento de la enfermedad de Alzheimer, pero que fue discontinuado. Se une al extremo N-terminal de las seis isoformas de tau. El fármaco resultó ineficaz en el tratamiento del Alzheimer en dos ensayos clínicos de fase 2. El desarrollo clínico de semorinemab para la enfermedad de Alzheimer se interrumpió en febrero de 2024.